# Блатт, Дэвид
Дэ́вид Блатт (ивр. דייוויד בלאט‎, англ. David Blatt; 22 мая 1959, Бостон) — американский и израильский баскетболист и тренер.
Блатт играл на позиции разыгрывающего защитника за команду Принстонского университета с 1977 по 1981 года, а также на Маккабиаде в составе сборной США, выигравшей золотые медали. Следующие 12 лет он играл за израильские клубы. Завершил игровую карьеру в 1993 году, после чего начал тренерскую карьеру. Блатт считается одним из самых успешных американских тренеров в истории европейского баскетбола. Он четыре раза становился тренером года чемпионата Израиля по баскетболу (1996, 2002, 2011, 2014), тренером года российской Суперлиги (2005) и тренером года Евролиги (2014). В 2014 году он стал главным тренером «Кливленд Кавальерс», с которой уже в своём дебютном сезоне дошёл до финала НБА.

## Биография
С 1976 по 1981 год Блатт играл в амплуа разыгрывающего защитника за команду Принстонского университета.
В 1981 принимал участие в Маккабиаде в составе сборной США, выигравшей золотые медали, после чего решил остаться в Израиле, где выступал за различные команды израильской высшей лиги.
С 1992 года начал карьеру в качестве тренера. Работал с командами «Апоэль» (Галиль-Элион), «Маккаби» (Тель-Авив). С «Маккаби», как помощник главного тренера Пини Гершона, выигрывал Евролигу ФИБА (2001), Евролигу ULEB (2004).
В 2004—2006 годах тренировал команды «Динамо» (Санкт-Петербург, Россия) (выиграл Евролигу ФИБА 2005 года), «Бенеттон» (Италия), «Эфес Пилсен» (Турция).
В 2005 был назначен главным тренером сборной Израиля по баскетболу, но ещё до вступления в должность, подал в отставку из-за спорной ситуации вокруг того, имеет ли он формально требуемую официальную лицензию тренера.
9 марта 2006 года Дэвид Блатт возглавил сборную России по баскетболу и впервые в постсоветской истории российского баскетбола привел её к золотым медалям чемпионата Европы по баскетболу 2007, за что ему было присвоено звание заслуженного тренера России.
В 2006 году привёл команду «Бенеттон» (Италия) к победе в чемпионате Италии, а также к завоеванию кубка страны.
В сезоне 2007/2008 тренировал команду «Эфес Пилсен».
2 июня 2008 года подписал контракт с «Динамо» (Москва). С «Динамо» он дошёл до финала кубка России. По окончании сезона у клуба возникли финансовые трудности и Блатт покинул «Динамо».
15 января 2010 года подписал контракт с греческим клубом «Арис» до конца сезона.
11 июня 2010 года во второй раз был назначен главным тренером «Маккаби Тель-Авив» (Израиль) сроком на 3 года. По итогам сезона привёл команду к званию чемпиона и обладателя Кубка Израиля и к финалу баскетбольной Евролиги, а на следующий год выиграл с ней, помимо чемпионского звания и Кубка Израиля, Адриатическую лигу, в Евролиге остановившись на стадии плей-офф.
Во время и по окончании чемпионата мира по баскетболу 2010 года Дэвид Блатт говорил, что хочет покинуть пост главного тренера сборной России по баскетболу. 25 февраля 2011 года Блатт по итогам заседания исполкома Российской федерации баскетбола объявил о своём решении продолжить работу с российской сборной. На последующем чемпионате Европы и Олимпийских играх в Лондоне завоевал со сборной России бронзовые медали.
30 октября 2012 года Блатт, приняв решение покинуть пост главного тренера сборной России, отказался продлевать контракт с руководством российской сборной по баскетболу. В 2013 году «за большой вклад в развитие спорта в Российской Федерации» был награждён российским орденом Дружбы.
18 мая 2014 года выиграл Евролигу с «Маккаби» (Тель-Авив), после чего принял предложение тренировать клуб НБА «Кливленд Кавальерс», подписав контракт на три года. В первом же сезоне Блатт привёл «Кавалеров» к финалу НБА, а в следующем сезоне команда Блатта заняла первую строчку в турнирной таблице Восточной конференции регулярного чемпионата. Несмотря на это, 22 января 2016 Блатт был неожиданно отстранён от руководства «Кливленд Кавальерс», возможно, потому, что «звезда» команды Леброн Джеймс был недоволен акцентами командного стиля Блатта, по которым «звезды» должны работать на команду, в отличие от привычного стиля американских «звезд», ожидающих, что команда будет работать на «звезду».
В сезоне 2017/2018 Блатт завоевал с «Дарюшшафакой» Кубок Европы, что стало первым международным титулом в истории этого клуба. Сам Блатт, выигравший чемпионат Европы со сборной России в 2007 году, Евролигу с «Маккаби» в 2014 году, Кубок Европы с «Дарюшшафакой» и завоевавший олимпийскую медаль со сборной России в 2012 году, стал вторым тренером в истории после Душана Ивковича, в чьей карьере имеются одновременно все эти награды; на счету Блатта, кроме того, победа с «Динамо» (Санкт-Петербург) в 2005 году в Евролиге ФИБА, которая тогда была отдельным клубным турниром, и победа с «Маккаби» в Адриатической лиге в 2012 году.
Сезон 2018/2019 Блатт провёл в качестве главного тренера греческого клуба «Олимпиакос». Греческая команда под его руководством не попала в плей-офф Евролиги, а в национальном чемпионате в результате конфликта с «Панатинаикосом» была исключена из высшего дивизиона. В начале следующего сезона Евролиги «Олимпиакос» уступил французскому АСВЕЛу, после чего руководство клуба приняло решение расстаться с тренером. После завершения тренерской карьеры, в декабре 2019 года, был назначен профессиональным консультантом «Нью-Йорк Никс». Летом 2022 года занял пост председателя профессиональной комиссии и консультанта в «Маккаби» (Тель-Авив).

## Личная жизнь
Жена — Киннерет, уроженка города Нетанья, в прошлом баскетболистка, игравшая под руководством Дэвида. Дети: дочери-близнецы Шани и Ади (отслужили в Армии Обороны Израиля), Эла (младшая дочь) и сын Тамир (род. 1997, игрок тель-авивского «Хапоэля»). Дэвид Блатт владеет английским, ивритом, итальянским и русским языками, но команды подопечным раздаёт только на английском.
В середине августа 2019 года Блатт объявил, что болен первичным прогрессирующим рассеянным склерозом.

## Стиль ведения игры
Wall Street Journal описывает тренерский стиль Блатта как синтез американского и европейского баскетбола. Одним из его первых наставников был тренер принстонской сборной Пит Кэррил, которого называют автором системы, известной как «Принстонское нападение». Система Кэррила предполагала постоянное движение игроков без мяча и прорывы вдоль лицевой линии. Эту систему Блатт приспособил к современному баскетболу так, что команда играет по всей площадке. Ключевым элементом в манере ведения игры «по Блатту» является Stretch Four — тяжёлый форвард, хорошо работающий вдали от кольца и в том числе хорошо бросающий из-за трёхочковой зоны (амплуа, нетипичное для НБА последних лет). Stretch Four не только создаёт дополнительную угрозу кольцу, с которой приходится бороться обороне соперника, но и освобождает зону под кольцом для прорывов товарищей по команде. Сильной стороной Блатта как тренера его бывший игрок Дэвид Блю называет умение приспособиться к имеющемуся составу игроков. В особенности это заметно в том, как Блатт выстраивает оборону: с различными командами он применял различные стратегии защиты, включая один сезон, когда его клуб прессинговал по всему полю, но основную задачу обороны он сам формулирует следующим образом: «Самые большие мировые проблемы — это глобальный мир, борьба с голодом и как остановить пик-н-ролл».

## Награды
- Орден Дружбы (1 июня 2013 года, Россия) — за большой вклад в развитие спорта в Российской Федерации[29].
- Заслуженный тренер России (18 сентября 2007 года).